# 투파라
토로(이탈리아어: Tufara)는 이탈리아 몰리세주 캄포바소도의 코무네다. 캄포바소로부터 남동쪽 25km 거리에 있다.